# Beaucarnea
Beaucarnea és un gènere de plantes amb flors que conté 4 espècies, són plantes natives de Mèxic, Belize i Guatemala. En el sistema APG III s'ubica dins la família Asparagaceae, subfamília Nolinoideae (anteriorment la família Ruscaceae). Beaucarnea de vegades es tracta com a sinònim del gènere Nolina.
Són arbrets tropicals xeròfits. Algunes espècies presenten un càudex.
Algunes espècies
- Beaucarnea gracilis (sinònim B. oedipus, Nolina gracilis)
- Beaucarnea guatemalensis (sin. Nolina guatemalensis)
- Beaucarnea pliabilis
- Beaucarnea recurvata (sin. Nolina recurvata) - l'espècie sovint cultivada